# Acupalpus carus
Acupalpus carus är en skalbaggsart som beskrevs av Leconte 1863. Acupalpus carus ingår i släktet Acupalpus och familjen jordlöpare. Inga underarter finns listade i Catalogue of Life.